# (177049) 2003 EE16
2003 إي إي 16 (ويعرف أيضًا باسم (177049) 2003 إي إي 16 وفق تسمية الكوكب الصغير) (بالإنجليزية: 2003 EE16)‏ هو كويكب ضمن حزام الكويكبات؛ وترتيبه 177049 من حيث الاكتشاف.
اكتُشف هذا الجُرم الفلكي بواسطة سبيس واتش في 8 مارس 2003.

## وصلات خارجية
- (177049) 2003 EE16 في قاعدة بيانات مختبر الدفع النفاث لأجرام النظام الشمسي الصغيرة

- الاكتشاف · مخطط المدار ·  العناصر المدارية · المعلمات المادية

- (177049) 2003 EE16 على موقع ويكي سكاي: DSS2, SDSS, GALEX, IRAS, Hydrogen α, X-Ray, Astrophoto, Sky Map, Articles and images